# Xylotrechus daoi
Xylotrechus daoi là một loài bọ cánh cứng trong họ Cerambycidae.